# 荒川持暇
荒川 持暇（あらかわ もちやす）は、江戸時代初期の旗本。将軍徳川家光に近侍したが、将軍の刀を渡し間違えるという失態を犯し、罷免された。

## 生涯
旗本荒川定安の長男として生まれる。生年は不詳であるが、父の定安は慶長4年（1599年）生まれであるため、事件の際には20代であったと推測される。
寛永13年（1636年）6月4日、御手水番となる。寛永15年12月晦日（1639年）、従五位下・丹波守に叙せられる。寛永16年12月25日（1640年）に御膳番となり400石を加増。それまでの知行と併せて700石となる。しかし、寛永17年（1640年）2月8日、職務上の失態により突如として罷免され、前途を絶たれる。
その前日の2月7日、将軍徳川家光は、大老酒井忠勝の別邸に遊び、夜に江戸城に帰還した。このとき、持暇は将軍の御刀を誤って駕籠者に渡してしまった。夜陰のために見間違えたとしても、御刀を卑賤の者に渡したことは死刑に値するとされたが、将軍の外出が病を慰めるための私的なものであったこと、持暇が旧家の子孫（荒川家は吉良氏の一族）であることが考慮されて罪を減じられ、父の荒川定安に預けられた。
『寛政重修諸家譜』に、持暇のその後は記されていない。荒川家は、この事件のあとに生まれた弟の定昭が継いでいる。